# Якомяки

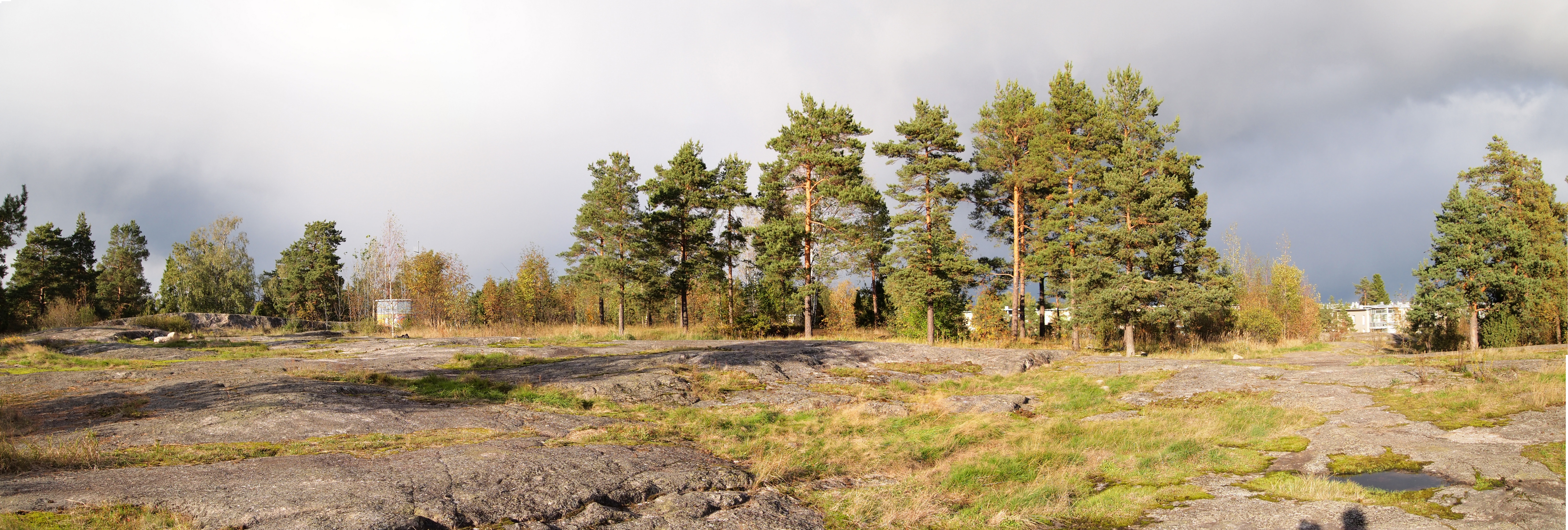

Якомяки (фин. Jakomäki, Якобака, швед. Jakobacka) — район Хельсинки, входящий в район Суурмется (под номером 414) и Северо-Восточный округ (под номером 506).

## Список улиц
- Ванхаполку (фин. Vanhapolku, швед. Gamlastigen)
- Вуоренсюрья (фин. Vuorensyrjä, швед. Bergssidan)
- Вялиполку (фин. Välipolku, швед. Mittstigen)
- Каадекуя (фин. Kaadekuja, швед. Sluttgränden)
- Каадеполку (фин. Kaadepolku, швед. Sluttstigen)
- Кайвантокуя (фин. Kaivantokuja, швед. Grävgränden)
- Каллонвиери (фин. Kallonvieri, швед. Bergsidan)
- Калтээнполку (фин. Kalteenpolku, швед. Sluttningsstigen)
- Калтээнтие (фин. Kalteentie, швед. Sluttningsvägen)
- Канкарэполку (фин. Kankarepolku, швед. Hympelstigen)
- Канкарэтие (фин. Kankaretie, швед. Hympelvägen)
- Кехнясполку (фин. Kehnäspolku, швед. Brinkstigen)
- Колуполку (фин. Kolupolku, швед. Stenhölsterstigen)
- Колуринне (фин. Kolurinne, швед. Stenhölsterbrinken)
- Кууссиллантие (фин. Kuussillantie, швед. Sexbrovägen)
- Лахденвяюля (фин. Lahdenväylä, швед. Lahtisleden)
- Лоухиккокуя (фин. Louhikkokuja, швед. Hölstergränden)
- Лоухиккополку (фин. Louhikkopolku, швед. Hölsterstigen)
- Лоухиккотие (фин. Louhikkotie, швед. Hölstervägen)
- Луйскатие (фин. Luiskatie, швед. Halkvägen)
- Маратонтие (фин. Maratontie, швед. Maratonvägen)
- Мятясполку (фин. Mätäspolku, швед. Tuvstigen)
- Мятястие (фин. Mätästie, швед. Tuvvägen)
- Порвоонвяюля (фин. Porvoonväylä, швед. Borgåleden)
- Риннеполку (фин. Rinnepolku, швед. Brantstigen)
- Сомериккокуя (фин. Somerikkokuja, швед. Klapperstensgränden)
- Сомериккополку (фин. Somerikkopolku, фин. Klapperstensstigen)
- Сомериккотие (фин. Somerikkotie, швед. Klapperstensvägen)
- Суурметсянтие (фин. Suurmetsäntie, швед. Storskogsvägen)
- Таттарисуонсилта (фин. Tattarisuonsilta, швед. Tattarmossbron)
- Хуокополку (фин. Huokopolku, швед. Drågstigen)
- Хуокотие (фин. Huokotie, швед. Drågvägen)
- Якомяэнкуя (фин. Jakomäenkuja, швед. Jackobackagränden)
- Якомяэнтие (фин. Jakomäentie, швед. Jakobackavägen)
- Якомяэнтори (фин. Jakomäentori, швед. Jakobackatorget)

## Транспорт
- Центр Хельсинки: автобусы 77, 518 (до Сёрняйнен и Пасила), 741, 741N (23:00-2:00), 05N (ночной маршрут, только с пятницы на субботу и с субботы на воскресенье).
- ст. Малми: автобус 77A
- ст. Пуйстола: автобус 75A
- ст. метро Меллунмяки: 56, 56Z, 61
- Вантаа: 56, 56Z, 61, 88, 518, 741, 741N (23:00-2:00)